# 231e brigade d'infanterie (Royaume-Uni)
Pour les articles homonymes, voir 231e brigade.
La 231e brigade d'infanterie (en anglais 231st Infantry Brigade) est une brigade d'infanterie de la British Army (armée de terre britannique), constituée au cours de la Seconde Guerre mondiale. Elle participa notamment à la bataille de Normandie.